# شارة الطيار

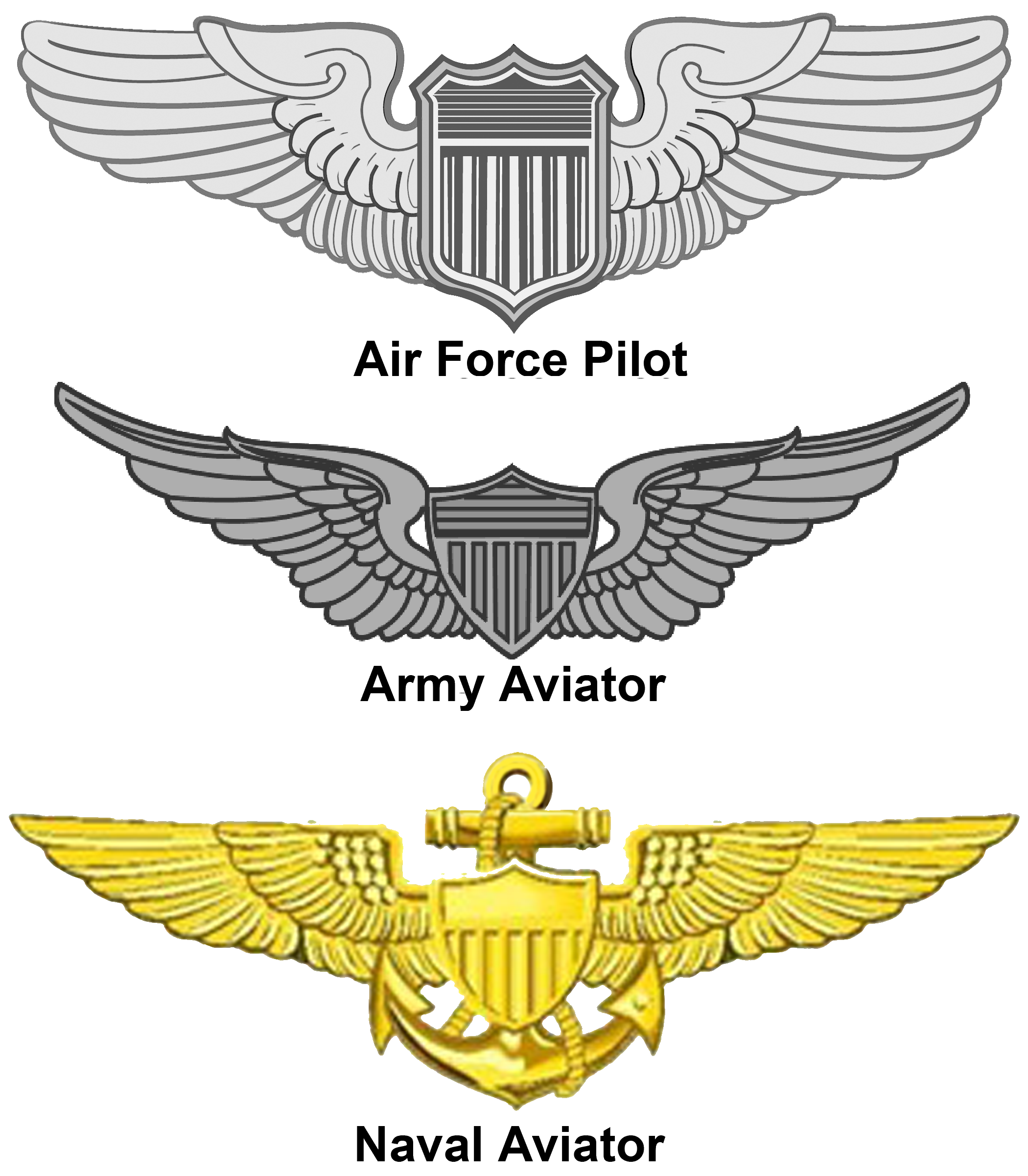
أجنحة القوات المسلحة الأمريكية

شارة الطيار هي شارة تستخدم في معظم جيوش العالم لتعيين أولئك الذين تلقوا التدريب والتأهيل في مجال الطيران العسكري. تُعرف بشارة الطيار أيضًاأو أجنحة الطيار، لأول مرة للتعرف على التدريب الذي يتلقاه الطيارون العسكريون، فضلاً عن توفير وسيلة للتمييز الخارجي بين الطيارين العسكريين و«جنود المشاة» في القوات البرية النظامية.

## الولايات المتحدة الأمريكية
كانت شارة الطيار العسكري موجودة في الفترة من 1912 إلى 17 قبل استبدالها بشارة «الأجنحة».

## المملكة المتحدة

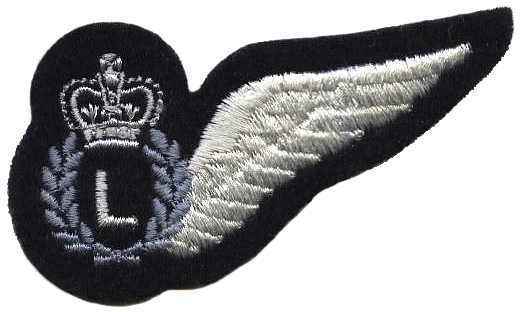
شارة أحادية

تُستخدم شارة الطيار الحالية لسلاح الجو الملكي منذ الحرب العالمية الثانية. تتكون الشارة من تاج مجنح وإكليل من الزهور، تحته الأحرف "RAF". يستخدم سلاح الجو الملكي أيضًا نسخة «نصف الجناح» للإشارة إلى ضباط نظام الأسلحة (WSO) ومشغلي أنظمة الأسلحة (WSOps) بالإضافة إلى أدوار متنقلة مختلفة مثل Airborne Technician. 

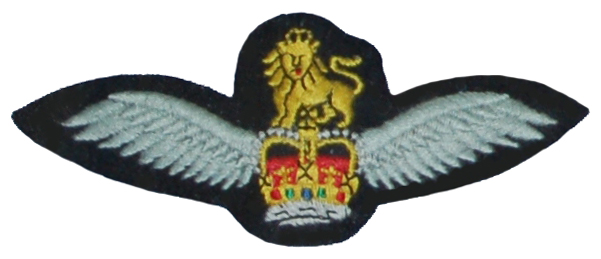
شارة الطيار في فيلق الجيش
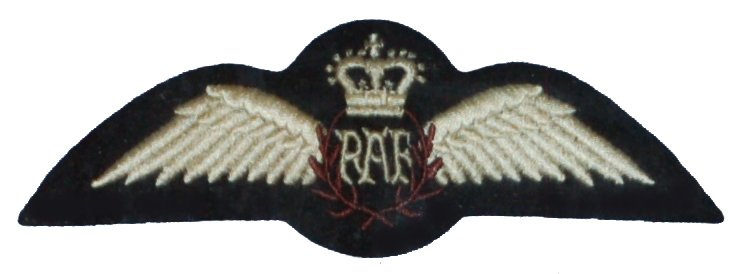
شارة الطيار
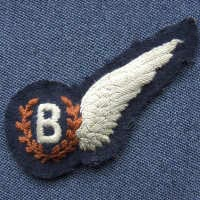

## أستراليا
تختلف شارات الطيران للقوات الجوية الملكية الأسترالية عن تلك الموجودة في سلاح الجو الملكي البريطاني. تحمل شارة الطيار الحرف "RAAF". تم تقديم شارة مزدوجة الجناحين مماثلة، تحمل الصليب الجنوبي، لطيار في عام 1998، لتحل محل شارات الطيران أحادية الجناح المختلفة التي كان يرتديها الضباط المفوضون سابقًا؛  ولكن ضابط صف طاقم الطائرة يواصل ارتداء شارات-جناح واحد القديمة.

## كندا
شارة الطيار في سلاح الجو الملكي الكندي هي:

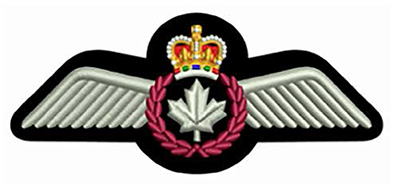

## الدنمارك
شارة الطيار في سلاح الجو الملكي الدنماركي هي: 

## الصين
شعار سلاح الجو لجيش التحرير الشعبي هو: 

شعار القوات الجوية لجيش التحرير الشعبى الصينى منذ عام 2007

## فرنسا
شارات الطيار التابعة للقوات الجوية الفرنسية / Armée de l'air française والبحرية الفرنسية / Force maritime de l'Aéronautique البحرية هي: 

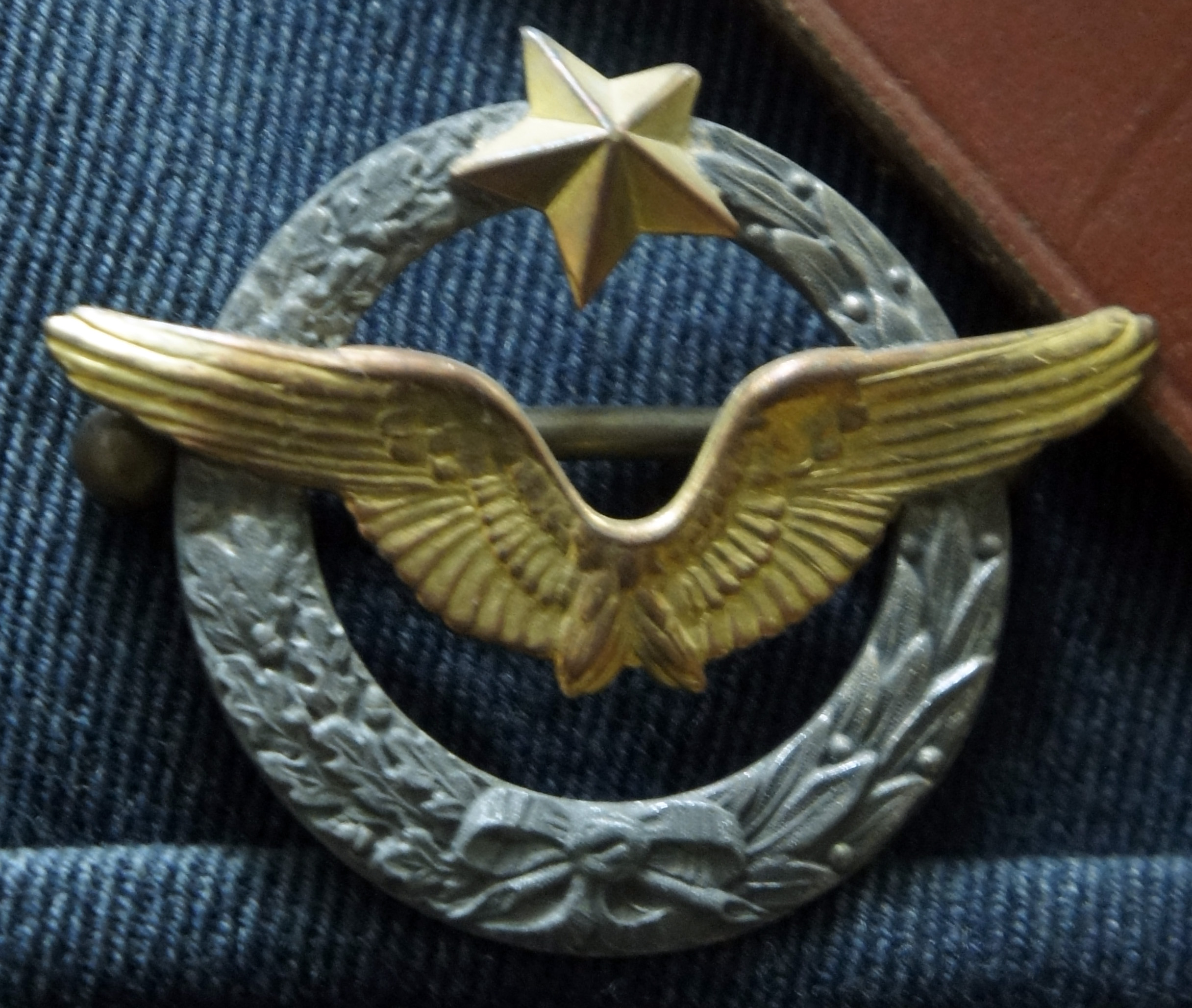
شارة الطيار
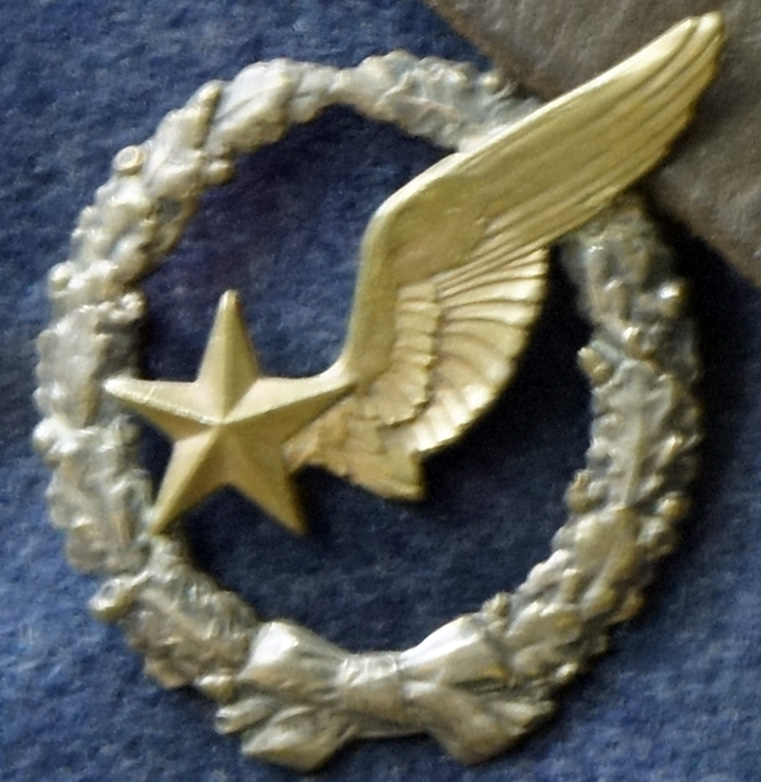
شارة المراقب
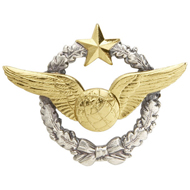
شارة المستكشف
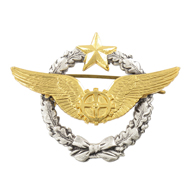
شارة طبيب الطيران
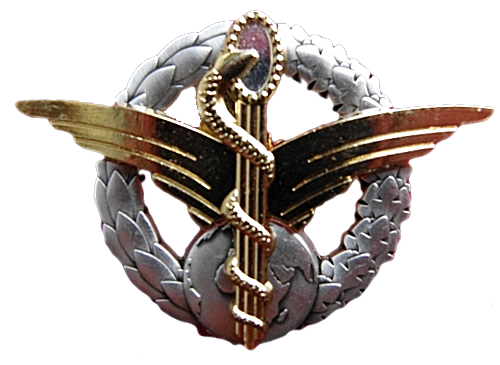
سلاح الجو الطيران ممرضة
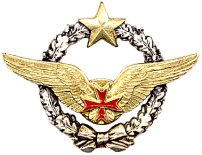
سلاح الجو المريض الطيار
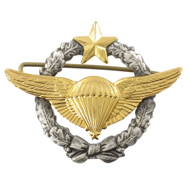
شارة المظليين
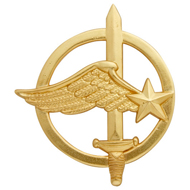
شارة قيادة القوات الجوية

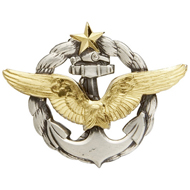
شارة الطيار البحري

## ألمانيا

### 1913-1920
تم استخدام عدة شارات لأطقم الطائرات الألمانية قبل أو أثناء أو بعد الحرب العالمية الأولى. وكان أبرزهم: 

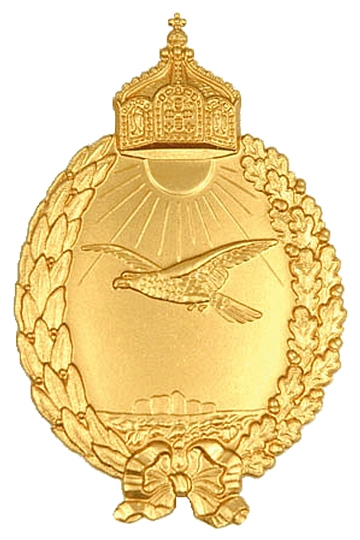
شارة للطيارين البحرية  1913
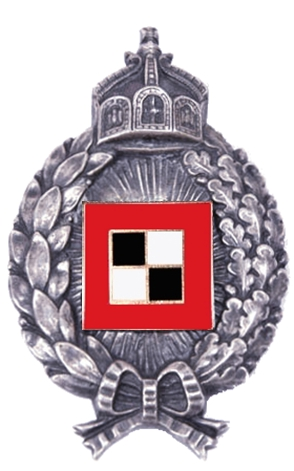
شارة لضباط مراقبة الطائرات 1914

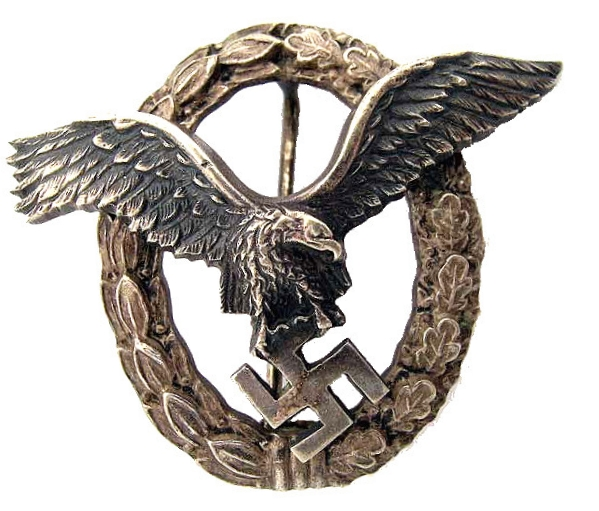
شارة الطيار

 تم التبرع بشارة الطيار العسكري (Abzeichen Militär-Flugzeugführer) في 27 يناير 1913 من قبل الإمبراطور فيلهلم الثاني. يمكن منحها إلى الضباط وضباط الصف والأطقم الذين حصلوا بعد الشهادة على الطيارين وبعد الانتهاء من تدريبهم في قاعدة جوية عسكرية، على شهادة طيار عسكري صادر عن التفتيش العسكري للنقل الجوي والبري (Inspektion des Militär-Luft- und Kraft-Fahrtwesens). تم التبرع بشارة مماثلة للطيارين العسكريين في 4 فبراير 1913 من قبل لودفيج أمير بافاريا.

### 1935-1945

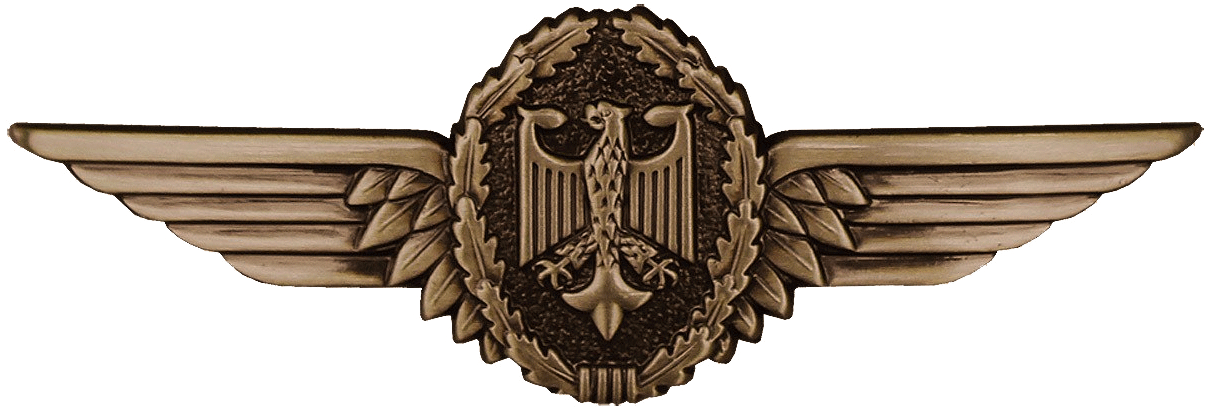
شارة الطيران الألمانية البرونزية

تم إنشاء Pilotenabzeichen (شارة الطيار) للوفتفافه من قبل هيرمان جورينج في 12 أغسطس 1935. وجائت في أنواع متميزة. الفضة النيكل (تغيرت إلى الزنك خلال الحرب) وصنعت من الذهب.  يصور نسرًا فضيًا (Silberner Adler) يعلوه صليب معقوف (Hakenkreuz)، ويفتح الجناحان في مكان هبوط، ويحيط به إكليل من الغار (Lorbeer) على الجانب الأيمن وفروع البلوط (Eichenlaub) على الجانب الأيسر، على التوالي.  كان يرتديها في وسط جيب الثدي الأيسر من سترة الخدمة، تحت الصليب الحديدي من الدرجة الأولى إذا منح.  تم منح الشارة بعد إكمال تدريب الطيران واستلام رخصة الطيران. 

### بعد عام 1955
في الجيش الألماني، تأتي شارة الطيران (Tätigkeitsabzeichen Militärluftfahrzeugführer) في ثلاث درجات: البرونزية (Standard Pilot)، الفضية (Senior Pilot) بعد 1200 ساعة طيران والذهبية (Command Pilot) بعد الساعة 1800. يصور شعار ألمانيا محاطًا بإكليل من أوراق البلوط بين جناحين. يلبس فوق جيب الثدي.

## هنغاريا

### 1938-1945
ارتدى الطيارون والملاحون في سلاح الجو الملكي المجري شارة تصنيف الطيار الخاصة بهم على صدرهم الأيمن فوق غطاء الجيب. كانت شارة المراقبين هي نفسها، باستثناء تاج المجر المقدس. ارتدى المراقبون أيضًا شارة صغيرة بدون التاج على الأكمام. .

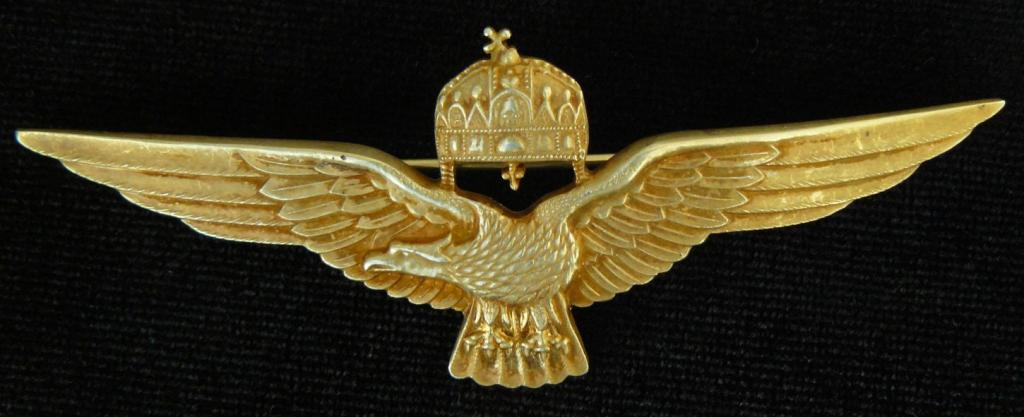
شارة الطيار
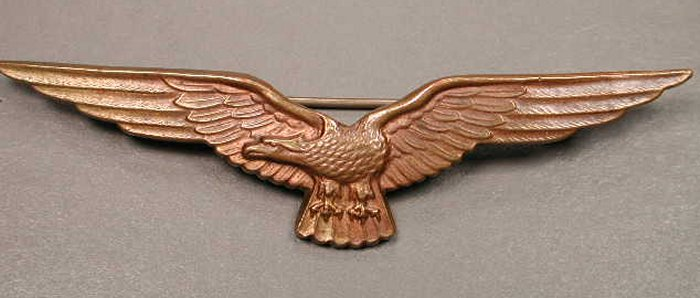
شارة المراقب

### بعد عام 1990
بعد انسحاب القوات السوفيتية من المجر، تم إنشاء سلاح الجو المجري الجديد. استغرق الأمر على تقاليد سلاح الجو الملكي المجري. هناك 4 فئات من شارات الطيارين. طيار من الدرجة الأولى غار الذهب؛ طيار من الدرجة الأولى، طيار من الدرجة الثانية، طيار من الدرجة الثالثة.

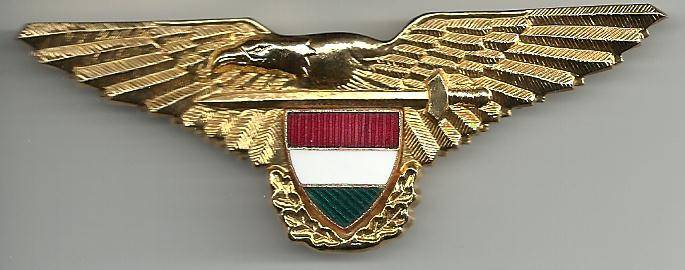
شارة الطيار من اللدرجة الأولي عيار ذهب
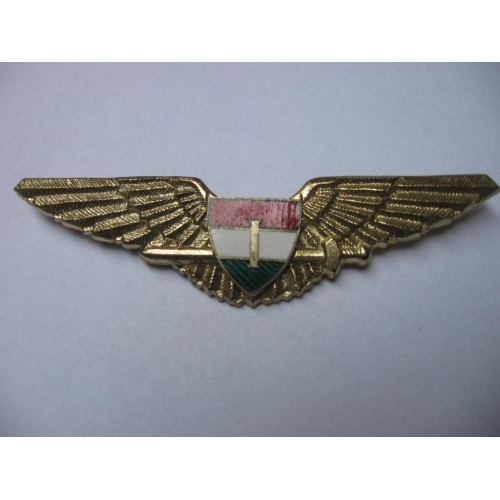
شارة الطيار من الدرجة الأولي
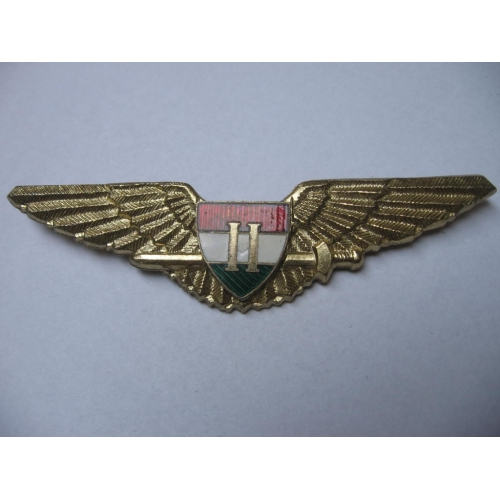
شارة الطيار من الدرجة الثانية
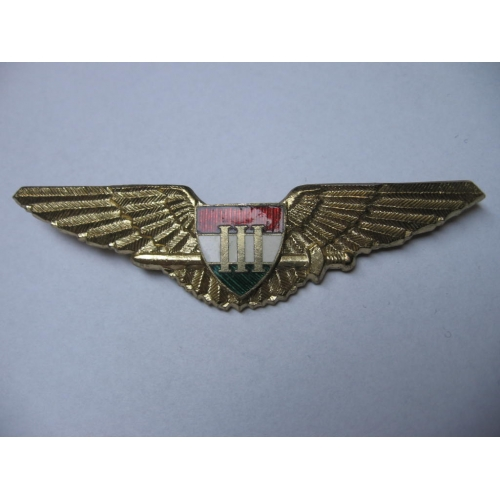
شارة الطيار من الدرجة الثالثة

## هولندا
شارة طيار في سلاح الجو الملكي الهولندي والبحرية الملكية الهولندية هي: 

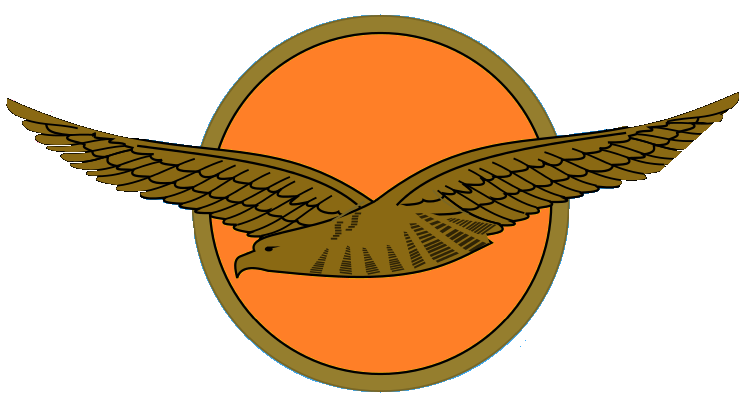

## إسبانيا

## بولندا
تم استخدام شارة الطيار الحالية لسلاح الجو البولندي منذ عشرينيات القرن الماضي. تسمى الشارة فجا وتمثل النسر الفضي أثناء الطيران مع إكليل ذهبي، شارة المراقب هي مثل شارة الطيار ولكن باللون الذهبي مع صواعق البرق المضافة. 

الشارة
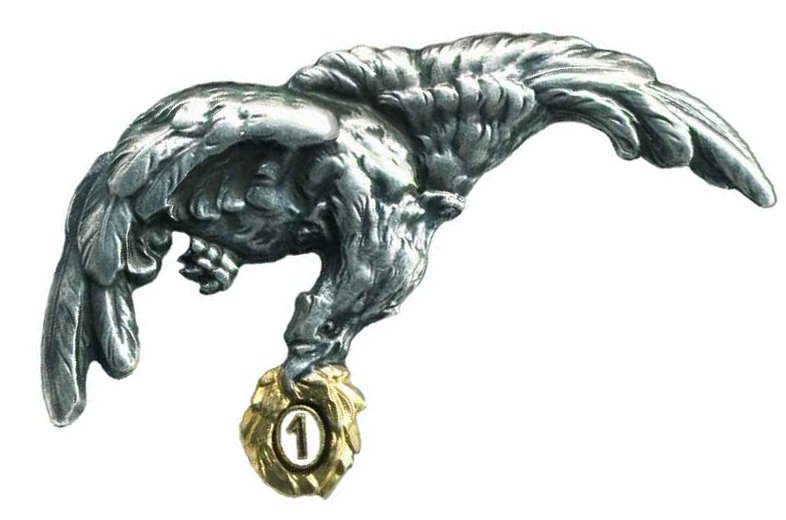
شارة الطيار
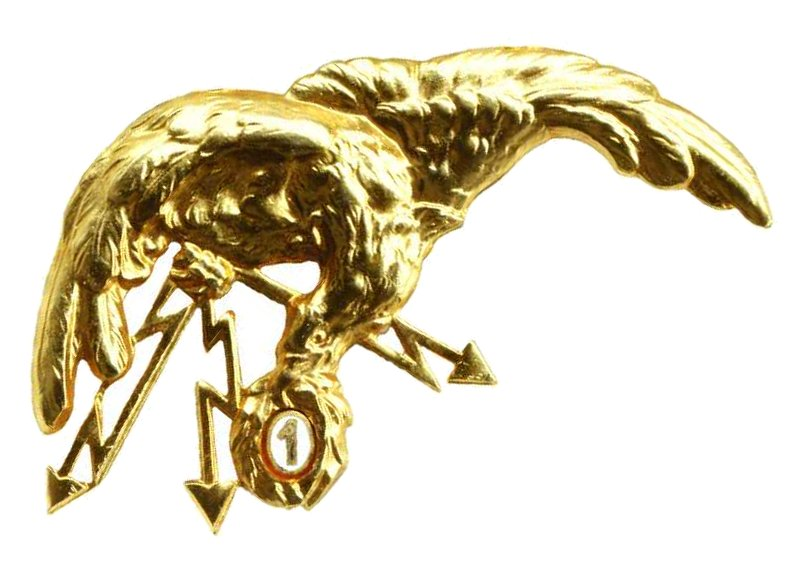
شارة المراقب

## بلجيكا
شارة الطيار الحالية لسلاح الجو البلجيكي هي
